# Francesco Erizzo

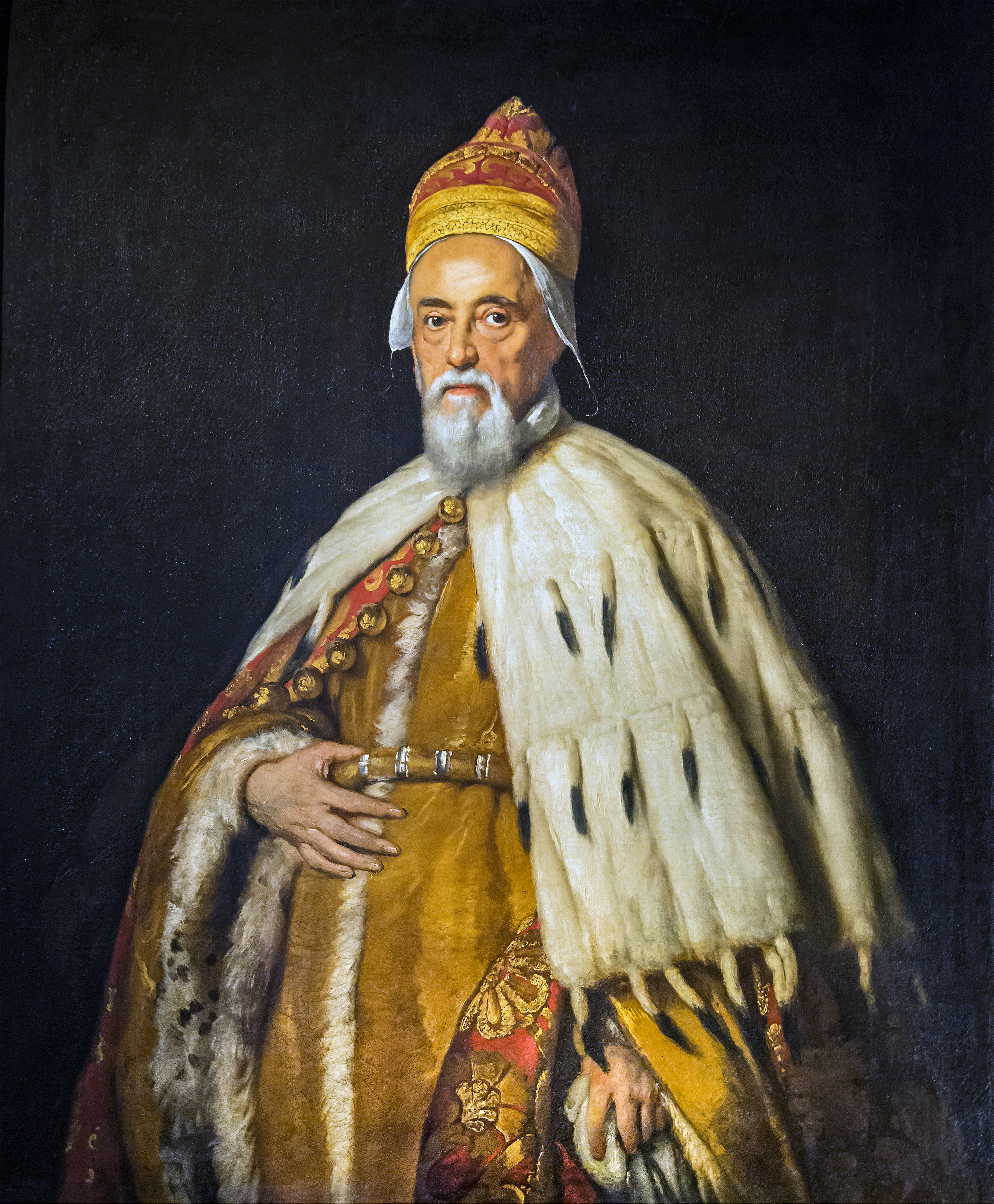
Portret van Francesco Erizzo door Bernardo Strozzi, ca. 1635.

Francesco Erizzo (Venetië, 18 februari 1566 - 3 januari 1646) was de 98ste doge van Venetië. Hij regeerde van zijn verkiezing op 10 april 1631 tot zijn overlijden vijftien jaar later.
Tijdens het laatste jaar van  zijn regering begon de Kretenzische oorlog met het Ottomaanse Rijk om de heerschappij over Kreta. De oorlog zou 24 jaar duren en de politiek in het Middellandse Zeegebied bepalen.

## Achtergrond, 1566-1631
Francesco Erizzo werd geboren in het huis Erizzo, een patriciërsfamilie uit Istrië. Hoewel niet bijzonder rijk, vooral doordat hij moest opdraaien voor de schulden van zijn broer, had hij toch een succesvolle carrière in dienst van Venetië. 
Hij trad op als ambassadeur van Venetië bij Ferdinand II van het Heilige Roomse Rijk en 
Paus Urbanus VIII. Hij diende ook als provveditore van verschillende Venetiaanse bezittingen.
Erizzo bleef ongehuwd.

## Doge, 1631-1646
Erizzo werd op 10 april 1631 als Doge gekozen, midden tijdens de Italiaanse pest van 1629–1631, die 1/3 van de inwoners van Venetië doodde. Mogelijk stierf ook Erizzo's voorganger Nicolò Contarini aan de pest. Hij werd met 40 tegen 1 stem gekozen, hoewel de geschiedkundige Claudio Rendina de verkiezing als frauduleus heeft gekenmerkt. De enige tegenstem werd uitgebracht op Renier Zen, de tegenstander van Giovanni I Cornaro, bekend om zijn onomkoopbaarheid.
Vanwege de builenpest die die in de stad huis hield (ze zou 45.000 slachtoffers kosten), werd Erizzo's verkiezing niet gevierd met de gebruikelijke festiviteiten. De pest was in november 1631 uitgewoed. Erizzo's voorganger, Nicolò Contarini, had een eed gezworen een kerk te bouwen te ere van de maagd Maria, moeder Gods  wanneer de pest over zou zijn. Deze kerk werd gebouwd en Santa Maria della Salute genoemd. Erizzo gaf nu opdracht dat Venetië het Opdracht van Maria in de tempel zou vieren als het Festa della Madonna della Salute, waarbij de ambtenaren van de stad wandelen van de San Marco naar de sestiere Dorsoduro voor een dienst van dankzegging voor bevrijding van de plaag.
Deze traditie wordt nog steeds waargenomen.

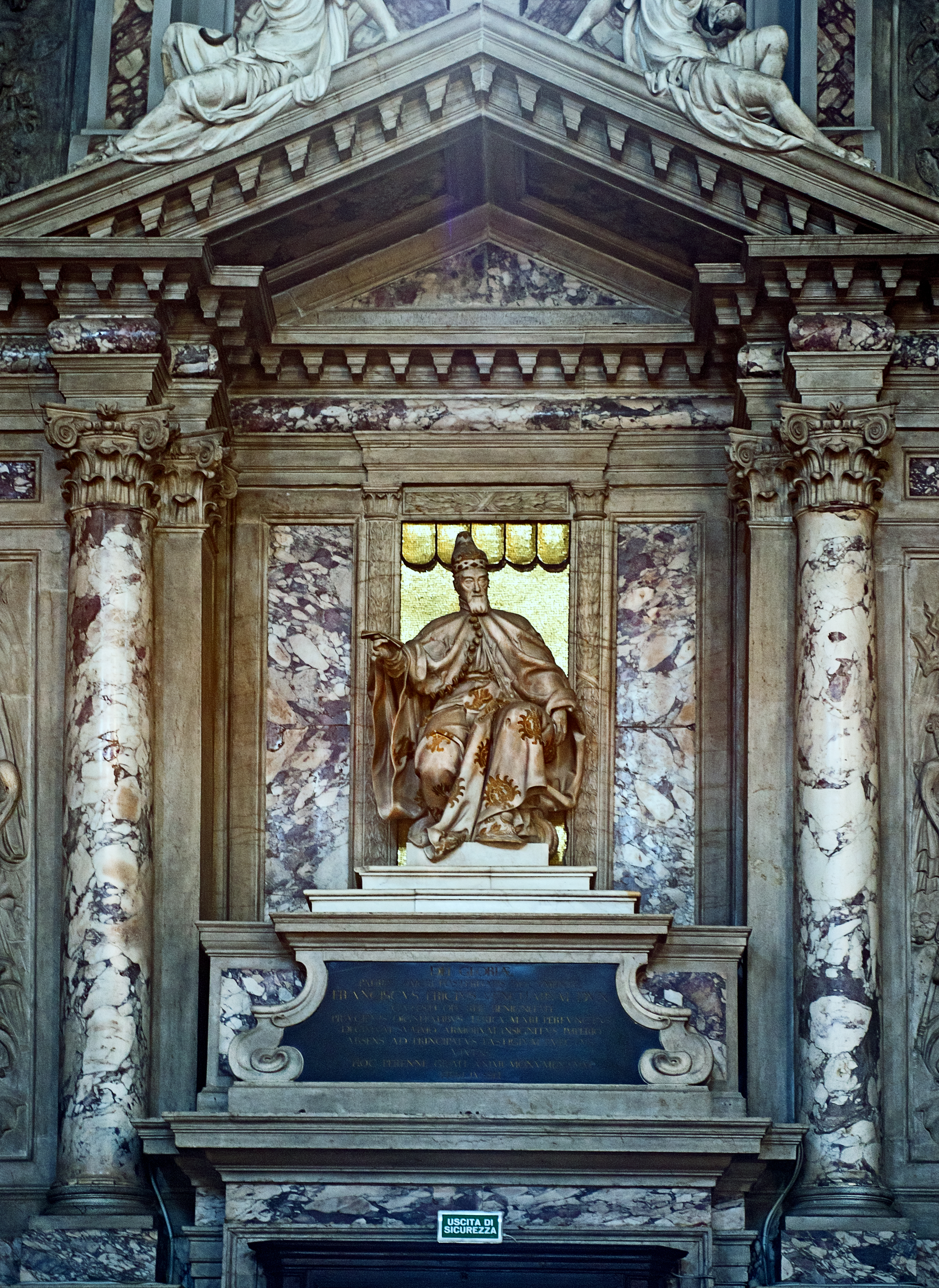
Monument voor Erizzo in San Martino, Venetië.

Het decennium van de 1630'er jaren was een periode van relatieve rust voor de Republiek Venetië.  De Procuratie werd uitgebreid (waarbij gokken een populair tijdverdrijf werd). Het Teatro San Cassiano, Europa's eerste publieke operagebouw opende in 1637, en het Teatro San Moisè volgde in 1640.
De rust van deze periode werd kort onderbroken door de eerste oorlog van Castro, waarin de Pauselijke Staat het  Hertogdom Castro claimde, die onder controle stond van het hertogdom Parma.  Venetië intervenieerde aan de zijde van Parma, en in 1644 werd een vrede getekend waarin Castro onder Parma bleef vallen.
In september 1644 maakten de Maltezer ridders een galjoen buit van het Ottomaanse Rijk met pelgrims op weg naar Mekka. Hierna zochten ze bescherming in Candia (het moderne Heraklion), op het door Venetië gecontroleerde Kreta. De Ottomaanse sultan Ibrahim I gaf Venetië de schuld van de aanval en besloot Kreta te veroveren. De Kretenzische oorlog verliep in het begin slecht voor Venetië, wat Erizzo ertoe bracht de senaat van Venetië te vragen hem als kapitein-generaal aan te stellen. Zij deden dit ondanks de bezwaren van de latere doge Giovanni Pesaro. Erizzo begon een vloot te verzamelen om tegen de Turken uit te zeilen, maar op 78-jarige leeftijd liet zijn gezondheid hem in de steek en hij stierf een maand na zijn militaire aanstelling op 3 januari 1646.